# 阿魯巴旗幟

長寬比例: 2:3

政府旗

阿魯巴旗幟于1976年3月18日開始使用，旗地為藍色，下方有兩條黃色條紋，左上方有一顆白边紅色四角星。该旗由旗帜学创始人惠特尼·史密斯设计。每年的3月18日是阿魯巴的旗帜日。
蓝色象征海洋，黄色象征黄金、芦荟、石油等财富，红色象征人民的热情和当地古老的巴西木业，白色象征宽阔的沙滩以及人民为正义、公正、自由奋斗的纯洁之心。紅色四角星代表阿鲁巴是一个海洋围绕的岛屿，两条黄色条纹象征在荷兰王国的高度自治。